# Eddie Hodges
Samuel "Eddie" Hodges est un acteur et chanteur américain né le 5 mars 1947.

## Biographie
Il commence sa carrière d'enfant acteur en 1959 avec Un trou dans la tête. Il y interprète en duo avec Frank Sinatra la chanson High Hopes. Celle-ci obtient l'Oscar de la meilleure chanson à la  32e cérémonie des Oscars.  En 1960 il joue le rôle de Huckleberry Finn dans Les Aventuriers du fleuve. Son titre le plus célèbre, I'm Gonna Knock on Your Door (en), est sorti en 1961.
Il abandonne la carrière d'acteur à l'âge adulte.

## Cinéma
- 1959 : Un trou dans la tête ('A Hole in the Head)  de Frank Capra : Ally Manetta
- 1960 : Les Aventuriers du fleuve (The Adventures of Huckleberry Finn) de Michael Curtiz : Huckleberry Finn
- 1962 : Tempête à Washington (Advise & Consent) d'Otto Preminger : Johnny Leffingwell
- 1963 : L'Été magique (Summer Magic) de James Neilson : Gilly Carey
- 1967 : C'mon, Let's Live a Little de David Butler : Eddie Stewart
- 1967 : Le Plus Heureux des milliardaires (The Happiest Millionaire) de Norman Tokar : Livingston
- 1968 : Le Grand Frisson (Live a Little, Love a Little) de Norman Taurog : Delivery Boy

### Télévision
- 1958 : Omnibus (Série TV) : Un garçon
- 1960 : Our American Heritage (Série TV) : Andrew Carnegie jeune
- 1960 : The Secret World of Eddie Hodges (Série TV) : Eddie Hodges
- 1960 : Play of the Week (Série TV) : Johnny
- 1963 : L'Extravagante Lucie (The Lucy Show) (Série TV) : Georgie
- 1963 : Johnny Shiloh (Téléfilm) : Billy Jones
- 1963-1965 : Le Monde merveilleux de Disney (Disneyland) (Série TV) : Billy Jones / Gilly Carey
- 1964 : Summer Playhouse (Série TV) : Eddie Banister
- 1964 : The Dick Van Dyke Show (Série TV) : Roger McChesney
- 1965 : The John Forsythe Show (Série TV) : Rodney
- 1965 : Bonanza (Série TV) : Skeeter Dexter
- 1967 : Gunsmoke (Série TV) : Billy Johnson
- 1968 : Cimarron (Série TV) : Bud Baylor
- 1969 : Cher oncle Bill (Family Affair) (Série TV) : Charlie Higgins